# هایلیگنشتدتنرکامپ
هایلیگنشتدتنرکامپ (به آلمانی: Heiligenstedtenerkamp) یک شهر در آلمان است که در اشتاینبورگ واقع شده‌است.
 هایلیگنشتدتنرکامپ  ۷۴۱ نفر جمعیت دارد.